# Ascorbato de sodio
El Ascorbato de sodio es una sal sódica del ácido ascórbico (vitamina C) y de fórmula C6H7NaO6. Se emplea en la industria alimentaria por sus funciones antisepticas, antioxidantes, y conservantes. En este caso, suele aparecer con la denominación: E 301.  

## Propiedades
Puede obtenerse y encontrarse trazas de ascorbato en algunas frutas y verduras. Se suele sintetizar mediante un proceso químico combinado en el que primero se fermenta glucosa y posteriormente se aplica una oxidación química. El ascorbato sódico proporciona por regla general unos 131 mg de sodio por gramo de ácido ascórbico (un gramo de ascorbato contiene 889 mg de ácido ascórbico y 111 mg de sodio). El pH de la solución de ascorbato es de 5,5 a 5,9. En medio alcalino se oxida rápidamente.

## Usos
Se suele emplear como un aditivo alimentario empleado como antioxidante habitual en la industria alimentaria, un caso habitual es encontrarlo como aditivo mejorador del pan. En la industria recolectora de frutas evita el cambio de color por oxidación denominado pardeamiento. Se suele añadir en los alimentos tratados con nitritos con el objeto de reducir la generación de nitrosaminas (un cancerígeno), de esta forma se encuentra habitualmente en los embutidos y fiambres. De la misma forma se suele emplear en la industria alimentaria como un regulador de acidez. Su empleo se ha demostrado previene el ataque de corazón. Su empleo suele evitar las infecciones crónicas. No obstante el uso reiterado del ascorbato sódico puede tener ciertos efectos residuales adversos.